# Кремер, Мартин
Мартин Кремер (нем. Martin Krämer; 23 декабря 1987, Эрфурт) — немецкий шахматист, гроссмейстер (2012).
Участник 14-го чемпионата Европы (2013) в г. Легнице.
В составе национальный сборной участник следующих соревнований:
- 39-я шахматная олимпиада (2010) в г. Ханты-Мансийске.
- 26-й Кубок Митропы[нем.] (2007) в г. Сегеде. Команда Германии заняла 3-е место.

## Таблица результатов
| Год  | Город          | Турнир                         | + | − | = | Результат | Место |
| ---- | -------------- | ------------------------------ | - | - | - | --------- | ----- |
| 2007 | Сегед          | 26-й Кубок Митропы по шахматам | 2 | 5 | 0 | 4,5 из 7  | 3     |
| 2010 | Ханты-Мансийск | 39-я Олимпиада                 | 5 | 2 | 2 | 6 из 9    | 64    |
| 2013 | Легница        | 14-й чемпионат Европы          | 4 | 3 | 4 | 6 из 11   | 108   |

## Изменения рейтинга
| Графики недоступны из-за технических проблем. См. информацию на Фабрикаторе и на mediawiki.org. |